# Вулиця Кравчука (Луцьк)
Вулиця Кравчука — вулиця в Завокзальному житловому районі Луцька.
Починається від вулиці Домни Гордіюк, на основних ділянках паралельна з проспектом Собороності, а в районі Варшавського (Завокзального) ринку обидві вулиці йдуть на зближення.

## Історія
Виникла на колишньому танкодромі після розпланування в 1980-х роках Завокзального району. Перша назва — Архітектурна — була робоча. З 1987 року названа на честь українського математика, педагога та громадського діяча Михайла Кравчука.

## Будівлі та установи

### Освіта
- Дитячий садок № 4 «Джерельце» — вулиця Кравчука, 3.а [4]
- Луцька гімназія № 21 імені Михайла Кравчука — вулиця Кравчука, 14 [2]
- Луцький навчально-виховний комплекс № 26 — вулиця Кравчука, 30 [5]
- Мовний центр ОКЛЕНД — вулиця Кравчука, 26 [6]

### Державні установи
- Волинський центр соціальної реабілітації дітей-інвалідів — вулиця Кравчука, 6 [7]
- Головне управління Пенсійного фонду України у Волинській області — вулиця Кравчука, 22.в [1]

### Підприємства
- ПВКП «Волиньспецторг» — вулиця Кравчука, 2 [3]

### Спорт
- Спортивний комплекс «Олімпія» — вулиця Кравчука, 13

### Торгівля
- Магазин вінтажного одягу «Вишиванка» — вулиця Кравчука, 2 [8]
- Торговий центр «Слон» — вулиця Кравчука, 23
- Ринок «Формула» — вулиця Кравчука, 44

### Заклади харчування
- Ресторан «Млин» — вулиця Кравчука, 7.а
- Кафе «Базилік» — вулиця Кравчука, 11.а [9]
- Ресторан «Patio di Fiori» — вулиця Кравчука, 13 [10]
- Піцерія «Сан-Ремо» — вулиця Кравчука, 15.к
- Кафе «Кульбаба» — вулиця Кравчука, 42.а
- Піцерія «Presto Pizza» — вулиця Кравчука, 48.а